# Promachocrinus kerguelensis
Promachocrinus kerguelensis Carpenter, 1879 è un crinoide comatulide della famiglia degli Antedonidi, diffuso in Antartide.

## Descrizione
Questo crinoide è dotato di 10 ossicini radiali, ciascuno dei quali dà origine a un paio di braccia; inoltre si trova un singolo canale in ciascun ossicino e nessun raggio basale. Alla base del corpo ci sono una serie di strutture dette cirri.

## Biologia

### Alimentazione
Gli esemplari di Promachocrinus kerguelensis si nutrono in luoghi con forti correnti e estendono le braccia, catturando plancton e organismi sospesi nell'acqua. I piedi tubolari sono ricoperti di una sostanza appiccicosa che intrappola le particelle di cibo, che vengono poi ridotte in palline e spostate lungo il solco ambulacrale delle braccia, tramite ciglia che le spingono alla bocca.

## Distribuzione e habitat
Questo animale vive nelle acque fredde, specialmente in quelle dell'Antartide e delle isole circostanti, anche sotto il ghiaccio marino, ed è in grado di nuotare liberamente, muovendo i cirri e/o le braccia. Ne esistono esemplari anche nella penisola di Graham Land, in Georgia del Sud, Isole Sandwich Meridionali, Isola Bouvet e Isole Kerguelen, da cui prende il nome la specie.
Vive prevalentemente a profondità comprese tra 20 e 1080 m. L'ampio range di profondità di questa specie potrebbe essere dovuta al fatto che le sue larve che non si nutrono sono galleggianti, quindi hanno un ampio potenziale di dispersione ma una capacità limitata di scegliere dove stabilirsi.

## Tassonomia
È una delle 8 specie che appartengono al genere Promachocrinus.
Era l'unica specie del genere, fino a quando non ne furono scoperte altre 7 nel 2023.